# Elitserien i bandy 1987/1988–2006/2007
Elitserien i bandy kallades säsongerna 1987/1988–2006/2007 fortsättningsserien i den högsta serien i svenskt seriespel i bandy för herrar.
Den svenska bandysäsongens högsta seriespel för herrar började tidigare med Allsvenskan, som startade i november och var indelad i södra och norra serien. Efter slutspelad allsvensk serie kring årsskiftet gick de fyra högst placerade lagen i de båda serierna vidare och bildade därmed Elitserien. De övriga lagen fick spela i Superallsvenskan och kunde därifrån återkomma till finalspelet.
Lagen i Elitserien möttes i en enkelserie och senare i SM-slutspel i kvartsfinaler, semifinaler och slutligen final. Lag 5–8 fick dock först spela åttondelsfinaler mot lag 1–4 i Superallsvenskan. Elitserielagen fick då i tur ordning välja sina motståndarlag.

## Seriesegrare
| Säsong    | Vinnarlag          |
| --------- | ------------------ |
| 1987/1988 | Vetlanda BK        |
| 1988/1989 | Västerås SK        |
| 1989/1990 | Sandvikens AIK     |
| 1990/1991 | Vetlanda BK        |
| 1991/1992 | IF Boltic          |
| 1992/1993 | Västerås SK        |
| 1993/1994 | Vetlanda BK        |
| 1994/1995 | Västerås SK        |
| 1995/1996 | Västerås SK        |
| 1996/1997 | Sandvikens AIK     |
| 1997/1998 | Västerås SK        |
| 1998/1999 | Falu BS            |
| 1999/2000 | Sandvikens AIK     |
| 2000/2001 | Hammarby IF        |
| 2001/2002 | Sandvikens AIK     |
| 2002/2003 | Hammarby IF        |
| 2003/2004 | Edsbyns IF         |
| 2004/2005 | Villa Lidköping BK |
| 2005/2006 | Hammarby IF        |
| 2006/2007 | Västerås SK        |